# الحصادين (فلم)
الحصادين (بالأفريقانية: Die Stropers) هو فيلم درامي من إنتاج عالمي صدر في عام 2018، من تأليف وإخراج إتيان كالوس. يتمحور الفيلم في الريف الجنوبي الأفريقي، ويتابع قصة نضوج جانو، وهو صبي مزرعة خجول يبلغ من العمر 15 عامًا، الذي يجب أن يواجه وصول إضافة جديدة مفاجئة إلى العائلة والرغبات التي يثيرها هذا في داخله.
تأثرت الإعداد والقصة من رحلات كالوس حول منطقة شرق الولاية الحرة النائية في البلاد ومواجهاته مع العائلات الفلاحية هناك. الفيلم هو دراما نفسية تستكشف مواضيع الانتماء والهوية الجنسية والرجولة.
تم عرض الفيلم لأول مرة في قسم جائزة نظرة ما من مهرجان كان السينمائي في عام 2018.

## فريق العمل
- أليكس فان دايك
- برينت فيرميولين
- جوليانا فينتر
- مورني فيسر
- إريكا فيسلز
- بنري لابوسشاخن
- داني كيو
- روكسانا كيرداشي

## الإنتاج
نشأت سيناريو الفيلم من رغبة كالوس في استكشاف فترة المراهقة من خلال عدسة أول جيل يولد خارج نظام الفصل العنصري منذ نهايته في عام 1995. استخدم جائزة الأسد الذهبي التي فاز بها في مهرجان البندقية السينمائي لفيلمه القصير "البكر" (2009) لمساعدة تمويل رحلات بحثية إلى شرق الولاية الحرة.
وقال كالوس لمعهد الكتابة: "تجربة الانقسام مهمة بالنسبة لي كروائي، أن تحب وتكره في نفس اللحظة، أن تنتمي وتكون غريبًا في نفس الوقت: تنشأ وأنت لا تدرك ذلك، ثم فجأة، كمراهق، تدرك أنك لا تنتمي حقًا إلى عائلتك، إلى مجتمعك، إلى ثقافتك".
تم اختيار الثنائي الرئيسي من الممثلين، برينت فيرمويلين وأليكس فان دايك، محلياً، مع عدم اختيار فيرمويلين لدور البطولة إلا قبل أسبوعين من بدء الإنتاج.
تم تصوير الفيلم في الولاية الحرة مع طاقم دولي ينحدر من جنوب أفريقيا واليونان وبولندا وفرنسا.
تم تأليف التصوير الصوتي من قبل الملحنين الفرنسيين يفجيني وساشا غالبرين، وفاز بجائزة أفضل تصوير صوتي في مهرجان كان.

## استقبال
الحصادين فاز بجائزة لجنة التحكيم لأفضل فيلم أول في مهرجان روما السينمائي. في عرضه في مهرجان كان، حصل الفيلم على تصفيق حاد من الجمهور.
في مراجعة إيجابية، وصفت مجلة هوليوود ريبورتر الفيلم بأنه "استكشاف آخر حاد وعميق لإحدى الجوانب العديدة والمعقدة للرجولة في الثقافة الجنوب أفريقية."